# Chelonopsis
Chelonopsis  é um gênero botânico da família Lamiaceae

## Espécies
Composto por 20 espécies:
- Chelonopsis abbreviata
- Chelonopsis albiflora
- Chelonopsis benthamiana
- Chelonopsis bracteata
- Chelonopsis cashmerica
- Chelonopsis chekiangensis
- Chelonopsis deflexa
- Chelonopsis forrestii
- Chelonopsis lichiangensis
- Chelonopsis longipes
- Chelonopsis mollissima
- Chelonopsis moschata
- Chelonopsis odontochila
- Chelonopsis pseudo
- Chelonopsis rosea
- Chelonopsis siccanea
- Chelonopsis smithii
- Chelonopsis souliei
- Chelonopsis subglabra
- Chelonopsis yagiharana